# 笛吹市立春日居中学校
笛吹市立春日居中学校（ふえふきしりつ　かすがいちゅうがっこう）は、山梨県笛吹市春日居町鎮目にある公立中学校。

## 学校経営方針

### 学校教育目標
- 豊かな心を持ち，思いやりのある生徒
- 責任を重んじ，公共心に富む生徒
- 知性に富み，進んで学ぼうとする生徒
- 勤労を尊び，奉仕する生徒
- 健康でたくましい生徒[2]

### 校訓
「自主・敬愛」

## 学区
春日居町全域、石和北1番～12番

## 交通
中央本線石和温泉駅より徒歩15分。春日居駅より徒歩25分。

## 卒業生の著名人
- 岡宏明 - 俳優、モデル
- 窪田幸一郎 - ジャパンラグビートップリーグでプレーしたラグビー選手
- 田中千尋 - 元山梨放送アナウンサー